# Perca (Italia)
Perca (Percha in tedesco) è un comune italiano di 1 729 abitanti della provincia autonoma di Bolzano in Trentino-Alto Adige, nella val Pusteria, ai piedi di Plan de Corones.

## Geografia fisica
In un paesino vicino a Perca, precisamente a Plata (Platten), si trovano le Piramidi di Plata, splendido esempio di piramidi di terra.
Nelle vicinanze di Perca sono state costruite ai tempi del fascismo alcune opere fortificate appartenenti al Vallo alpino in Alto Adige. Queste opere vanno a formare lo sbarramento di Perca.
Nella stagione invernale 2011-2012 è stata aperta la nuova pista da sci lunga 7 chilometri che collega Plan de Corones, direttamente con la nuova stazione ferroviaria del paese (Ried).

## Origini del nome
Il toponimo è attestato come "Pircha, Pirchach, Perchach" nel 1189 e nel 1307 e deriva dall'alto tedesco medievale birhe ("betulla").

## Storia
L'insediamento di Wielenberg cominciò già nell'XI secolo, e a tale data risale anche la chiesa più antica dedicata a San Colombano a Montevila, costruita in stile romanico.
Citato la prima volta per iscritto nel 1030 come "locus Welinberc", che apparteneva all'epoca alla contea di Engelbert.
Nel 1091 Wielenberg venne regalata al capitolo vescovile di Bressanone, e a metà del XIV secolo vi entrò in apparenza la nobile famiglia dei Signori di Prey, che vivevano allora in abitazioni ancor oggi esistenti come Genner, Joas e Leitl, e nel 1348 la popolazione venne quasi spazzata via totalmente dalla peste.
Nel paese è notevole la casa Englberger, già sito di una famiglia ministeriale dei secoli XIII-XV.
Tra le due frazioni situate nella valle, ai tempi del fascismo, Mussolini dette l'ordine di fortificare il confine. Vennero così costruiti nel 1939 alcuni bunker, che fanno parte del vallo alpino in Alto Adige, e più precisamente dello sbarramento di Perca.
Dal dicembre 2010 il paese di Perca ha una sua stazione ferroviaria - Perca-Plan de Corones - che connette il paese alla linea della ferrovia della Val Pusteria. La stazione ferroviaria, sita nel fondovalle presso il torrente Rienza è collegata alla parte bassa del paese da un sistema di due ascensori pubblici, ed alle piste da sci di Plan de Corones da una cabinovia.

### Simboli
Il corno di cervo simboleggia la caccia e il bosco mentre le punte dello stesso rappresentano le sei frazioni del comune; il vomere raffigura l'agricoltura praticata nel territorio. Lo stemma è stato concesso 15 dicembre 1966.

## Monumenti e luoghi d'interesse
- Chiesa parrocchiale di San Cassiano, del 1525, situata nel centro abitato è in stile tardo gotico.
- Chiesa parrocchiale di San Nicolò, del 1523, nella frazione Vila di Sopra.
- Cappella Lercher, del 1673 a Vila di Sopra.
- Chiesa di San Colombano, del XI secolo in stile romanico, nella frazione Montevila.
- Chiesa di San Giacomo, del 1474 in stile tardo gotico, nella frazione di Nessano.

## Società

### Ripartizione linguistica
La sua popolazione è in maggioranza di madrelingua tedesca:
| %      | Ripartizione linguistica (gruppi principali) |
| ------ | -------------------------------------------- |
| 92,97% | madrelingua tedesca                          |
| 5,98%  | madrelingua italiana                         |
| 1,05%  | madrelingua ladina                           |

### Evoluzione demografica
Abitanti censiti

## Economia

### Artigianato
Per quanto riguarda l'artigianato, importante e rinomata è la produzione di mobili in legno, di mobili d'arte e di arredamenti tipici campagnoli.

## Amministrazione
| Periodo | Periodo | Primo cittadino   | Partito      | Carica  | Note |
| ------- | ------- | ----------------- | ------------ | ------- | ---- |
| 2005    | 2020    | Joachim Reinalter | SVP          | Sindaco |      |
| 2020    |         | Martin Schneider  | SVP e civici | Sindaco |      |

## Sport
Il Percha calcio gioca in terza categoria.